# Walter Denkert
Walter Denkert (Kiel, 23 febbraio 1897 – Kiel, 9 luglio 1982) è stato un generale tedesco.

## Biografia
Catturato dalle truppe americane nel 1945, venne liberato nel 1947 e si ritirò a vita privata nella città natale di Kiel, ove morì nel 1982.